# Marian Środecki
Marian Środecki (Wroclaw, 1935. május 22. – 2007. november 24.) lengyel nemzetközi labdarúgó-játékvezető.

## Pályafutása

### Nemzeti játékvezetés
Pályafutása során hazája legfelső szintű labdarúgó-bajnokságának játékvezetője lett. Első ligás mérkőzéseinek száma: 157.

### Nemzetközi játékvezetés
A Lengyel labdarúgó-szövetség Játékvezető Bizottsága (JB) 1971-ben terjesztette fel nemzetközi játékvezetőnek, a Nemzetközi Labdarúgó-szövetség (FIFA) bíróinak keretébe. Több nemzetek közötti válogatott- és klubmérkőzést vezetett vagy partbíróként tevékenykedett. A lengyel nemzetközi játékvezetők rangsorában, a világbajnokság-Európa-bajnokság sorrendjében többedmagával a 13. helyet foglalja el 2 találkozó szolgálatával. Az aktív nemzetközi játékvezetéstől 1978-ban búcsúzott.

#### Európa-bajnokság
Kettő európai torna döntőjébe vezető úton Belgiumba a IV., az 1972-es labdarúgó-Európa-bajnokságra, illetve Jugoszláviába az V., az 1976-os labdarúgó-Európa-bajnokság ra az UEFA JB bíróként foglalkoztatta.
| Időpont            | Helyszín                   | Mérkőzés típusa           | Mérkőzés                 | Eredmény | Nézők száma |
| ------------------ | -------------------------- | ------------------------- | ------------------------ | -------- | ----------- |
| 1971. június 16.   | Olimpiai Stadion, Helsinki | előselejtező (1. csoport) | Finnország–Csehszlovákia | 0 : 4    | 4 658       |
| 1974. november 20. | Atatürk Stadion, İzmir     | előselejtező (6. csoport) | Törökország–Írország     | 1 : 1    | 67 000      |

#### Olimpia
Az 1972. évi nyári olimpiai játékokra a FIFA JB bíróként delegálta.
| Időpont        | Helyszín                         | Mérkőzés típusa | Mérkőzés    | Eredmény | Nézők száma |
| -------------- | -------------------------------- | --------------- | ----------- | -------- | ----------- |
| 1971. május 5. | Idrætsparken Stadion, Koppenhága | előselejtező    | Dánia–Svájc | 4 : 0    | 21 800      |

A torna döntőjének helyszínén játékvezetőként kapott megbízást.
| Időpont             | Helyszín                 | Mérkőzés típusa       | Mérkőzés     | Eredmény | Nézők száma |
| ------------------- | ------------------------ | --------------------- | ------------ | -------- | ----------- |
| 1972. szeptember 1. | Központi Stadion, Passau | selejtező (B csoport) | Burma–Szudán | 2 : 0    | 2 000       |

## Sportvezetőként
Az aktív pályafutását befejezve a Lengyel Labdarúgó-szövetség JB elnökeként dolgozott. Az új választások alkalmával jelöltette magát a Lengyel Labdarúgó-szövetség elnöki posztjára. Játékvezető társa Michal Listkiewicz mögött zárta a szavazást, így haláláig, továbbra is JB elnökként tevékenykedett.

## Külső hivatkozások
- Marian Środecki. World Referee. [2012. október 7-i dátummal az eredetiből archiválva]. (Hozzáférés: 2011. január 7.)
- Marian Środecki. scoreshelf.com. [2016. március 11-i dátummal az eredetiből archiválva]. (Hozzáférés: 2011. január 7.)
- Marian Środecki. footballdatabase.eu. (Hozzáférés: 2011. január 7.)